# Péteri-tó
Péteri-tó este o arie protejată (arie specială de conservare — SAC, sit de importanță comunitară — SCI) din Ungaria întinsă pe o suprafață de 782,1 ha, integral pe uscat.

## Localizare
Centrul sitului Péteri-tó este situat la coordonatele 46°35′12″N 19°53′54″E / 46.586667°N 19.898333°E.

## Înființare
Situl Péteri-tó a fost declarat sit de importanță comunitară în mai 2004 pentru a proteja 1 specie de plante și 8 specii de animale. Situl a fost protejat și ca arie specială de conservare în februarie 2010.

## Biodiversitate
Situată în ecoregiunea panonică, aria protejată conține 3 habitate naturale: Stepe și mlaștini sărate panonice, Pajiști stepice panonice pe loess, Stepe panonice nisipoase.
La baza desemnării sitului se află mai multe specii protejate:
- plante (1): Cirsium brachycephalum
- amfibieni (2): buhai de baltă cu burta roșie (Bombina bombina), triton cu creastă dobrogean (Triturus dobrogicus)
- mamifere (1): vidră de râu (Lutra lutra)
- nevertebrate (1): Anisus vorticulus
- pești (3): zvârluga (Cobitis taenia), țipar (Misgurnus fossilis), țigănuș (Umbra krameri)
- reptile (1): țestoasa de baltă (Emys orbicularis)

Pe lângă speciile protejate, pe teritoriul sitului au mai fost identificate 5 specii de plante, 1 specie de păsări, 5 specii de amfibieni, 5 specii de mamifere, 2 specii de nevertebrate, 2 specii de reptile.